# جيني تشانغ
جيني تشانغ (بالإنجليزية: Jenny Zhang)‏ هي مقالاتية وكاتِبة وشاعرة أمريكية، ولدت في 1983 في شانغهاي في الصين.

## وصلات خارجية
- الموقع الرسمي